# Apostolepis vittata
Apostolepis vittata — вид змій родини полозових (Colubridae). Мешкає в Болівії і Бразилії.

## Поширення і екологія
Apostolepis vittata мешкають в департаменті Санта-Крус на сході Болівії і в штаті Мату-Гросу на південному заході Бразилії, зокрема в Національному парку Чапада-дус-Гімарайнш. Вони живуть в саванах серрадо.

## Збереження
МСОП класифікує цей вид як вразливий. Apostolepis vittata може загрожувати знищення природного середовища.